# Первомайское сельское поселение (Первомайский район)
Первомайское се́льское поселе́ние (укр. Первомайське сільське поселення, крымскотат. Джурчы кой юрту, Curçı köy yurtu) — муниципальное образование в составе Первомайского района Республики Крым России.

## География
Поселение расположено на севере района, в степном Крыму, в бассейне реки Воронцовки. Граничит на севере с Правдовским, на востоке с Крестьяновским, на юго-востоке с Октябрьским, на юге с Гришинским и на западе со Степновским и Калининским сельскими поселениями.
Площадь поселения 53,60 км².
Транспортное сообщение осуществляется по региональным автодорогам 35Н-396 и 35Н-420  от Первомайского (по украинской классификации — С-0-11011 и С-0-11036).

## Население
| 2001   | 2014  | 2015  | 2016  | 2017  | 2018  | 2019  |
| ------ | ----- | ----- | ----- | ----- | ----- | ----- |
| 10 244 | ↘9272 | ↗9307 | ↘9256 | ↘9162 | ↘9021 | ↘8877 |
| 2020   | 2021  |       |       |       |       |       |
| ↘8777  | ↘8258 |       |       |       |       |       |

## Состав сельского поселения
Поселение включает 4 населённых пункта:
| № | Населённый пункт | Тип населённого пункта | Население на 2014 год |
| - | ---------------- | ---------------------- | --------------------- |
| 1 | Первомайское     | пгт, центр             | ↘7499                 |
| 2 | Макаровка        | село                   | ↘28                   |
| 3 | Пшеничное        | село                   | ↘428                  |
| 4 | Упорное          | село                   | ↗346                  |

## История
Джурчинский сельсовет в составе Джанкойского района был образован в начале 1920-х годов. Согласно Списку населённых пунктов Крымской АССР по Всесоюзной переписи 17 декабря 1926 года, в состав совета входил 31 населённый пункт с населением 2921 человек
Также в совете числились хутора Резниченко с 8 жителями, Сурятин с 7, Теличи с 4, Чубаров с 34 жителями.
Постановлением ВЦИК РСФСР от 30 октября 1930 года был создан Фрайдорфский еврейский национальный район (переименованный указом Президиума Верховного Совета РСФСР № 621/6 от 14 декабря 1944 года в Новосёловский) (по другим данным 15 сентября 1931 года) и совет включили в его состав, а после разукрупнения в 1935-м и образования также еврейского национального Лариндорфского (с 1944 — Первомайский), сельсовет переподчинили новому району.
Указом Президиума от 21 августа 1945 года Джурчинский сельсовет был переименован в Первомайский сельский совет. С 25 июня 1946 года сельсовет в составе Крымской области РСФСР. 26 апреля 1954 года Крымская область была передана из состава РСФСР в состав УССР. В 1959 году Первомайское переведено в статус посёлка городского типа и сельсовет был преобразован в Первомайский поселковый совет. На 15 июня 1960 года поссовет уже имел современный состав.
Указом Президиума Верховного Совета УССР «Об укрупнении сельских районов Крымской области», от 30 декабря 1962 года был упразднён Первомайский район и село присоединили к Красноперекопскому, 8 декабря 1966 года был восстановлен Первомайский район и совет вновь в его составе.
С 12 февраля 1991 года поссовет в восстановленной Крымской АССР, 26 февраля 1992 года переименованной в Автономную Республику Крым. По Всеукраинской переписи 2001 года население совета составило 9384 человека. С 21 марта 2014 года в составе Крыма аннексировано Россией. Законом «Об установлении границ муниципальных образований и статусе муниципальных образований в Республике Крым» от 4 июня 2014 года территория административной единицы была объявлена муниципальным образованием со статусом сельского поселения.